# Sheryl Leach
Sheryl Lyna Stamps Leach (nacida el 31 de diciembre de 1952) es una autora estadounidense y creadora del programa infantil Barney y sus amigos, junto con Kathy Parker y Dennis DeShazer.

## Educación
Leach tiene una licenciatura en educación primaria de la Universidad Metodista del Sur (SMU) y una maestría en educación bilingüe de la Universidad de Texas A&M.

## Carrera
A fines de la década de 1980, Sheryl Leach, junto con Kathy Parker y Dennis DeShazer, idearon el concepto de un programa de televisión para niños con un simpático y adorable dinosaurio morado llamado Barney. Creían que un personaje así podría ayudar a los niños pequeños a aprender importantes lecciones y habilidades para la vida de una manera divertida y atractiva. Inspirándose en sus propias experiencias como padres, crearon el personaje y desarrollaron el formato del programa.
Leach, una exmaestra, trabajó con Parker y Deshazer en lo que se convertiría en el programa de televisión en 1987. Originalmente, la estrella del programa se imaginó como un oso de peluche, pero como su hijo pequeño despertó el interés en los dinosaurios, el personaje cambió a un dinosaurio. Leach y su equipo crearon una serie de videos caseros llamados Barney and the Backyard Gang. Los videos se vendieron directamente al público. En 1991, después de que el empleado de la Televisión Pública de Connecticut, Larry Rifkin, alquilara un video de Barney para su hija, habló con los creadores sobre poner a Barney en la televisión. En octubre de ese año, comenzó la producción del nuevo programa de televisión, titulado Barney y sus amigos, y en abril de 1992 se estrenó en PBS. Barney pasó a recibir una serie de premios y honores.

## Premios
Las contribuciones excepcionales de Sheryl Leach a la programación infantil le han valido un amplio reconocimiento y numerosos premios. Entre otros premios, Leach fue nominada para la 20.ª y 23.ª edición anual. Tiene un doctorado honoris causa de Texas A&M University–Commerce.

## Filantropía
Leach y su compañero de vida Howard Rosenfeld han patrocinado proyectos a través de su organización filantrópica, la Fundación Shei'rah, incluidos varios documentales. La Fundación también apoyó varios proyectos de medios basados en jóvenes.
En 2007, Leach y Rosenfeld diseñaron y construyeron The Smithy, una tienda minorista especializada en el pueblo de New Preston en el condado de Litchfield Connecticut, que vende alimentos y artesanías artesanales locales y apoya a los agricultores y productores locales.
Leach y Rosenfeld también están involucrados en proyectos de desarrollo comunitario y conservación de tierras en el condado de Litchfield. Son dueños y mantienen dos granjas orgánicas y fueron reconocidos por la revista Litchfield como uno de los iniciadores del movimiento "de la granja a la mesa" en el área.
Leach apoya varias causas y organizaciones agrícolas, incluidos Partners for Sustainable Healthy Communities en el condado de Litchfield. La misión de la organización es "cultivar mejores comunidades fomentando y apoyando programas que conectan y apoyan la agricultura sostenible, la comida local y estilos de vida activos y saludables". Uno de sus programas es Farmer's Table Dinner, cofundado por Leach y Rosenfeld en 2011, junto con amigos y vecinos. En los últimos once años, el programa Farmer's Table, que comenzó como una cena anual, se ha ampliado para apoyar el crecimiento de la agricultura en la comunidad a través de una variedad de eventos y programas.